# Michael Jackson ONE
A Michael Jackson ONE a Cirque du Soleil kanadai székhelyű cirkusztársulat kortárs cirkusz műfajú előadása, melyet 2013. május 23-án mutattak be. A Michael Jackson: The Immortal World Tour után a második olyan előadás, amely Michael Jackson amerikai énekes munkásságát dolgozza fel. Ez idáig rekord számít, ugyanis korábban még nem fordult, hogy egynél több Cirque du Soleil-show fusson egy időben, amely egyazon világsztár előtt tisztelegne. A műsor elődjével szemben nem utazik, a nevadai Las Vegasban található Mandalay Bay színháztermében tartja előadásait. A produkciót a The Immortal World Tour-hoz hasonlóan Jamie King írta és rendezte.
A Michael Jackson ONE a nyolcadik Cirque du Soleil-show Las Vegasban: a Mystère (1993), az O (1998), a Zumanity (2003), a Kà (2005), a The Beatles LOVE (2006), a Criss Angel Believe (2008) és a Zarkana (2012) után.

## Dallista
Az előadás során az alábbi dalok csendülnek fel.
- Privacy (előadás előtti zene)
- The Vortex (videó: Ghosts / Somebody’s Watching Me / In the Closet / Why You Wanna Trip on Me)
- Beat It
- Leave Me Alone / Tabloid Junkie / 2 Bad
- Stranger in Moscow / Will You Be There
- Bad
- Smooth Criminal
- I’ll Be There
- Human Nature / Never Can Say Goodbye
- 2000 Watts / Jam
- They Don’t Care About Us
- Planet Earth / Earth Song
- Smile
- Wanna Be Startin’ Somethin’
- The Way You Make Me Feel / You Rock My World
- Dangerous / Dirty Diana / In the Closet
- This Place Hotel / Workin’ Day and Night
- Billie Jean
- Scream
- Thriller
- Speechless
- I Just Can’t Stop Loving You
- Man in the Mirror
- Can You Feel It
- Black or White
- Don’t Stop ‘til You Get Enough
- Remember the Time / Love Never Felt So Good (előadás utáni zene)

A Michael Jackson: The Immortal World Tour-ral ellentétben, a műsort nem élő zenekar kíséri, a dalok playback szólalnak meg.

## Műsorszámok
Az előadásban 63 előadó lép fel 17 országból, köztük az Egyesült Államokból, Egyesült Királyságból, Ausztráliából, Brazíliából, Chiléből, Kanadából, Franciaországból, Izraelből, Kenyából, Oroszországból és Dél-Koreából. A műsorban szerepelnek kötéltáncosok, gumiasztal akrobaták, légtornászok, rúdtáncosok, zsonglőrök kalapokkal, lasszóval és diabolóval, Cyr kerekes artista, orosz hinta akrobaták, árnyékszínházi előadók és természetesen táncosok is.
Az előadásokat kezdetben csütörtök, péntek kivételével 19:00 és 22:00 órakor tartották, majd 2013. szeptember 3-tól a második előadást 21:30 órai kezdettel mutatják be.

## Helyszín
A Mandalay Bay Kaszinó színháztermét teljesen átalakították, hogy megfeleljen a Cirque du Soleil igényeinek és elvárásainak. A terem számokban:
- 1804 férőhely
- 5412 hangszóró az ülésekben (3 ülésenként)
- 234 mozgó fény
- 28 villanófény
- 587 világítótest
- 295 egyedi készítésű LED izzó
- 26 panelből álló videós kivetítő
- 2200 swarovski kristály díszíti az előadók kosztümét

## Hang és Kép
- A Michael Jackson ONE című műsor hivatalos sajtóbemutató videója

## Fordítás
Ez a szócikk részben vagy egészben  a   Michael Jackson: One című angol Wikipédia-szócikk fordításán alapul.  Az eredeti cikk szerkesztőit annak laptörténete sorolja fel. Ez a jelzés csupán a megfogalmazás eredetét és a szerzői jogokat jelzi, nem szolgál a cikkben szereplő információk forrásmegjelöléseként.